# Arquebisbat de Colònia

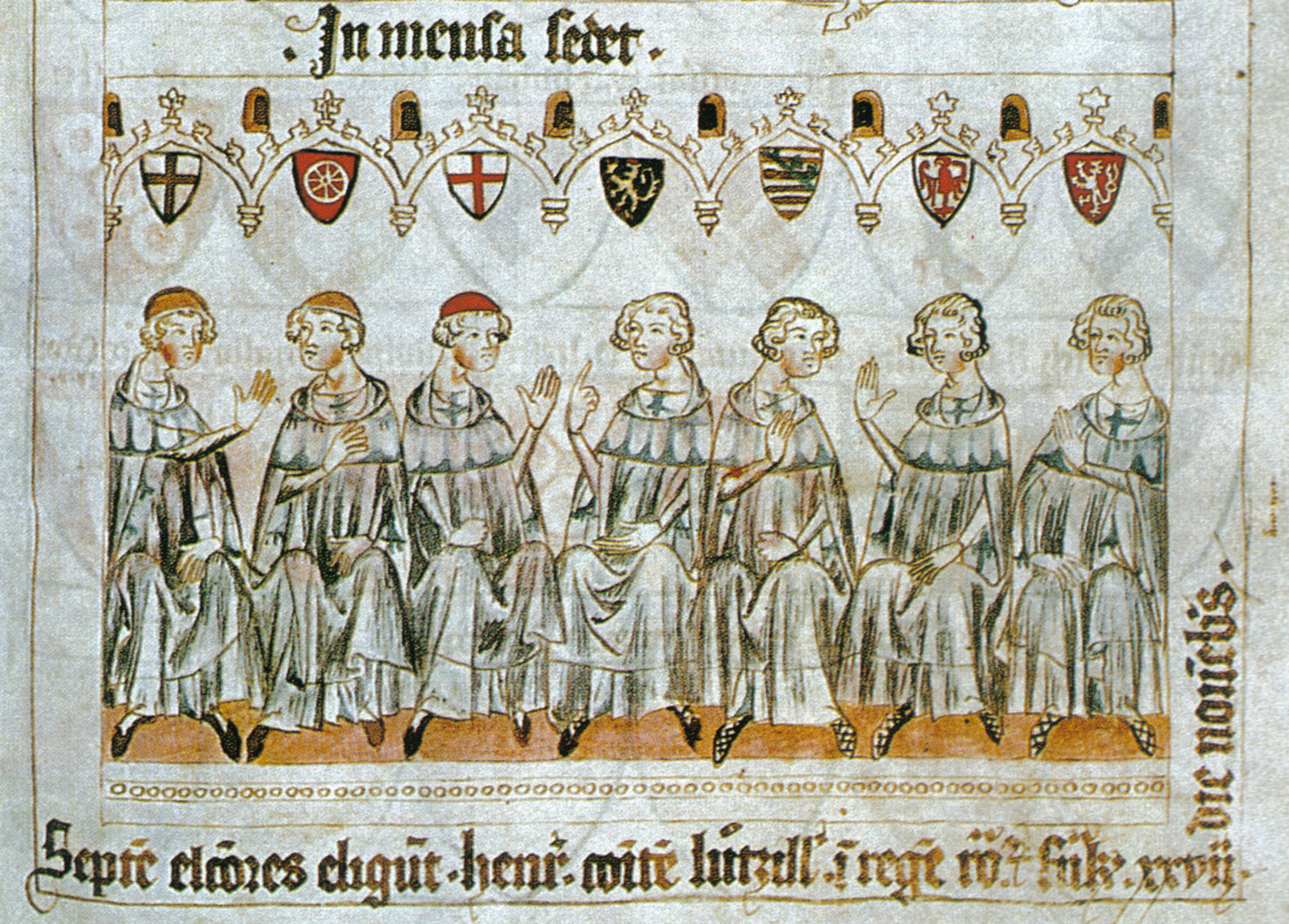
Els prínceps electors del Sacre Imperi Romanogermànic, 1341. Els príncepes electors, recognoscibles per llur escuts, són d'esquerra a dreta, els arquebisbes de Colònia, Magúncia i Tréveris, el Comte del Palatinat, el Duc de Saxònia, el margrave de Brandeburgo i el rei de Bohèmia.

L'Arquebisbat de Colònia va ser un dels més importants principats eclesiàstics del Sacre Imperi Romanogermànic. El seu nom oficial era Erzstift und Kurfürstentum Köln. Aquest principat eclesiàstic es va originar el 953 a càrrec de Bruno I i va deixar d'existir com a estat el 1803, tot i que abans va perdre el seu estatus original (esdeveniments del 1288 i del 1512). En la història recent destaca el pobre seguiment del problema dels nombrosos abusos sexuals pel clergat que li fan perdre milers de feligresos, el que va motivar l'arquebisbe Woelki a presentar la seva demissió al papa el 2022.

## Territori
L'arxidiòcesi comprèn les ciutats de Colonia, Bonn, Düsseldorf, Leverkusen, Remscheid, Solingen i Wuppertal, part del districte Euskirchen (Bad Münstereifel, Euskirchen, Zülpich, Weilerswist, Mechernich), els districtes de Mettmann, Oberbergischer Kreis, i els municipis de Neuss, Dormagen, Grevenbroich, Kaarst, Rommerskirchen, Büderich (Meerbusch) i Glehn (Korschenbroich), els districtes de Rhein-Erft-Kreis, Rhein-Sieg-Kreis i Rheinisch-Bergischer Kreis. També alguns municipis del land de Renània-Palatinat formen part de la diòcesi.
La seu episcopal és la ciutat de Colònia, on es troba la catedral de Sant Pere i Santa Maria.
El territori s'estén sobre 6.181 km², i està dividit en 546 parròquies, agrupades en 7 vicariats urbans i 8 decanats forans.

### Província eclesiàstica
La província eclesiàstica de Colònia comprèn les següents diòcesis sufragànies:
- diòcesi d'Aquisgrà
- diòcesi d'Essen
- diòcesi de Limburg
- diòcesi de Münster
- diòcesi de Trèveris

### Abadies, monestirs i col·legiates
Des del començament de la seva fundació, la ciutat de Colònia i el seu territori diocesà es van enriquir amb moltes abadies, monestirs i col·legiates.
A la ciutat episcopal, a més de la catedral (la Hohe Domkirche St. Peter und Maria), es troben les important i potents col·legiates, és a dir, les esglésies de Sant Severí, Santa Úrsula, Sant Gedeó, Sant Cunibert, Santa Maria al Capitoli, Sant Andreu, Sants Apòstols, Santa Maria ad Gradus, Santa Cecília. Gairebé totes aquestes esglésies van patir danys durant la Segona Guerra Mundial, i la majoria d'elles van haver de ser pràcticament reconstruïdes: aquestes reconstruccions van ser acompanyades per les excavacions arqueològiques, que han establert no només la història de l'edifici de culte, sinó també la història de comunitat cristiana primitiva de Colònia.
Moltes són les institucions abacials en el territori de l'arxidiòcesi i el seu nombre era encara més gran abans que les pèrdues territorials, que han disminuït en gran manera territori avui dia que l'antiga arxidiòcesi (anterior al 1821]).Pertanyien a l'arxidiòcesi, entre d'altres, les abadies de Werden, de Kornelimünster, de Grafschaft, de Stavelot, de Kamp, de Steinfeld, de Brauweiler, de Deutz.

## Història
No es pot establir amb certesa l'època en què la civitas romana de Colònia Agripina va tenir per primera vegada un bisbe. Les excavacions arqueològiques han revelat l'existència de cristians a Colònia a meitat del segle ii i Ireneu de Lió en la seva Adversus haereses, parla dels cristians que viuen a Alemanya, i sens dubte hi havia grups de cristians en les dues capitals de província de l'època, Colònia per la Germània inferior i Magúncia per a la Germània superior.
El primer bisbe documentat és Sant Materno, que va ser enviat a Roma per l'emperador Constantí el 313 i que va participar en el primer consell d'Arles el 314. Després d'ell, els antics catàlegs episcopals contenen una sèrie de noms de bisbes per als quals és, però, una conjectura pura d'establir determinades dates de l'episcopat; molts d'ells també són coneguts només per la seva presència en els catàlegs, però no estan provats per documents històrics.
Sembla que Colònia, com la capital de la província, ha exercit, al final de l'Imperi Romà, alguns drets metropolitans sobre civitas Tungrorum, seu primitiva dels futurs bisbes de Lieja; sens dubte en el període dels francs, la seu de Tongeren apareix constantment com a sufragània de Colònia, que no obstant això no va ser metropolitana, com es mostra, per exemple, en el Concili de Reims de 627, on el bisbe Cunibert no seia junts amb els metropolitans; alguns bisbes, no obstant això, tenien el títol d'arquebisbe, però com a títol personal.
Només cap a finals del segle viii, amb el bisbe Ildebold, es va afirmar la província eclesiàstica de Colònia; inicialment incloïa les diòcesis de Lieja i Utrecht, i les saxones de Münster, Osnabrück i Bremmen (fins al 864); aviat es va afegir a aquests la diòcesi de Minden.
En l'era carolíngia també es van establir de manera definitiva les fronteres de l'arxidiòcesi: travessada pel Rin, que la dividia en dues parts gairebé iguals, limitava pel nord amb les seus d'Utrecht i Münster, a l'est amb les de Paderborn i Mainz, al sud amb la diòcesi de Trier i a l'oest amb la de Lieja. La divisió interna en deganats sembla que es remunten a l'època del bisbe Anno II (1056 - 1075); comprenia 22 deganats rurals i el deganat de la ciutat de Colònia, agrupades en deu arxiprestats, quatre grans (Colònia, Bonn, Xanten i Soest) i sis menors.
El primer sínode provincial cert que va tenir lloc a Colònia va ser el de 870, durant el qual l'arquebisbe Willibert va consagrar la catedral. Dels sínodes anteriors, el que va fer més discutit als historiadors va ser el celebrat el 12 de maig de 346, els fets dels quals es remunten no abans del segle x; les actes són sens dubte falses, invalidant el propi concili, però la llista de bisbes en ella és autèntica.
A partir del segle x, gràcies als privilegis concedits per l'emperador Otó I, van començar a afermar-se el principat eclesiàstic de Colònia, que va ser un dels més grans del Sacre Imperi Romanogermànic. Els drets comptals sobre els gau de Colònia i Bonn constituïen el nucli al voltant del qual es va constituir el poder territorial dels arquebisbes de Colònia, que va créixer a poc a poc durant els segles xi i xii, fins a l'adquisició el 1180 del ducat de Westfàlia. La ciutat de Colònia va esdevenir una ciutat lliure el 1288, i la capital del principat es va traslladar a Bonn, on els arquebisbes havien construït un sumptuós palau. L'arquebisbe de Colònia va ser reconegut oficialment el 1357 com un dels electors de l'imperi amb el càrrec d'arxicanceller imperial per Itàlia. El principat electoral eclesiàstic amb diverses compres i donacions es va estendre al llarg d'una franja de terra d'uns 100 km a la riba esquerra del Rin, a l'est de Jülich, i en l'altre costat posseïa el ducat de Westfàlia i les regions de Berg i Mark.
El 21 de maig de 1388, mitjançant butlla del papa Urbà VI, es va fundar la Universitat de Colònia, que va obrir els cursos el proper 6 de gener amb 21 professors i uns 700 estudiants. La de Colònia va ser la primera universitat imperial establerta per l'Església. Durant la reforma protestant, la universitat va ser una fortalesa catòlica contra els intents d'imposar la nova confessió religiosa.
Després de la reorganització de les circumscripcions eclesiàstiques de Bèlgica i els Països Baixos al segle xvi, el 12 de maig de 1559 Colònia va donar una part del seu territori en favor de l'erecció del bisbat de Roermond. Al mateix temps, la província eclesiàstica es va reduir a les diòcesis de Lieja, Münster i Osnabrück; la diòcesi de Minden va desaparèixer amb l'afirmació de la reforma protestant.

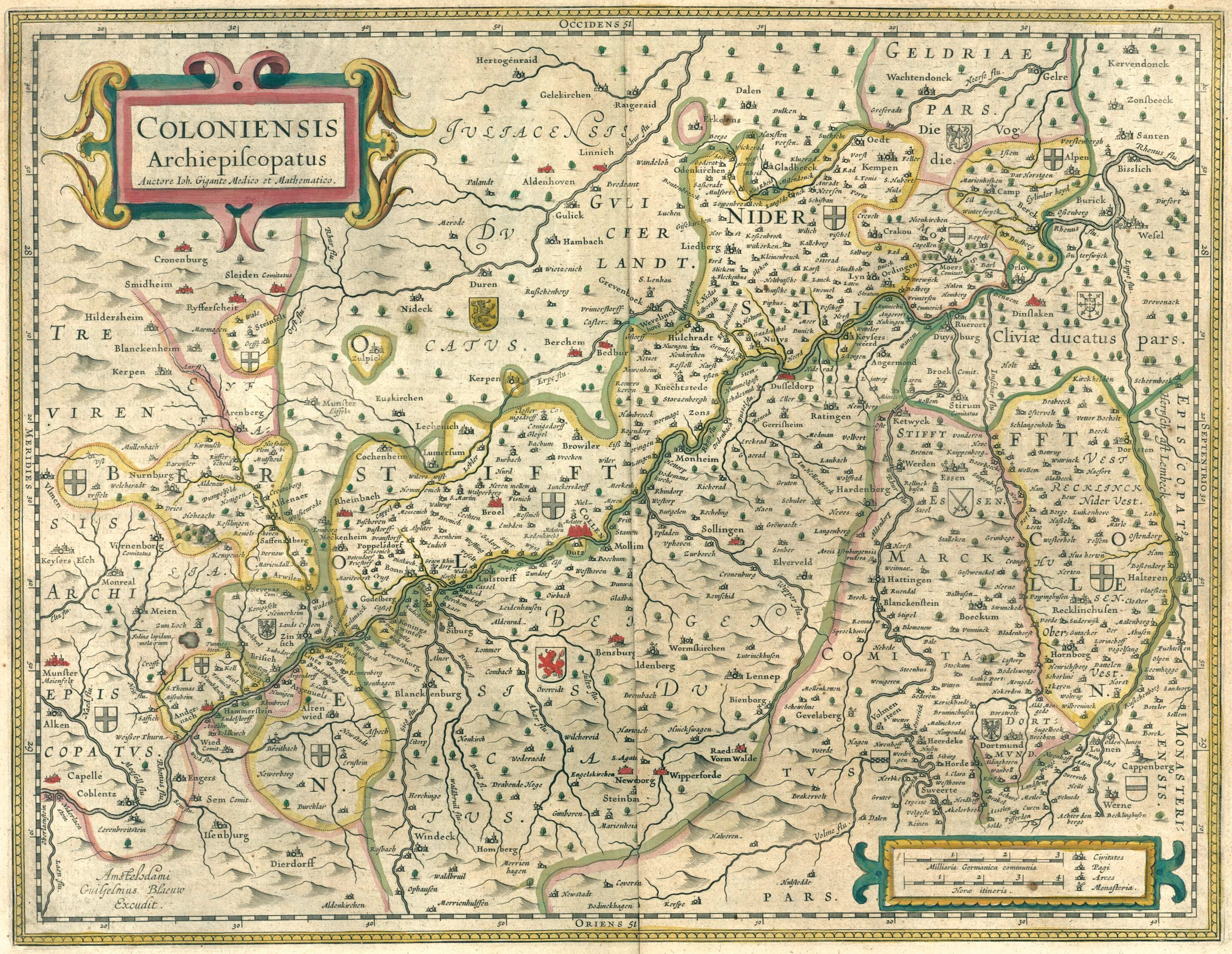
Mapa de l'Arquebisbat de Colònia de Joan Blaeu, 1645.

A principis dels anys vuitanta del segle xvi l'arquebisbe Gebhard von Waldburg Truchess (1577-1583) es va convertir al luteranisme i va tractar de secularitzar l'arquebisbat, però la població, amb l'ajuda de Baviera, va impedir aquest procés, investint com a nou arquebisbe el príncep Ernest de Baviera. A partir de llavors, fins a 1761, el càrrec d'arquebisbe va ser assignat al segon fill dels prínceps bavaresos Wittelsbach. Durant el segle xviii l'electorat va ascendir gradualment a altres sobiranies eclesiàstiques en la unió personal (Ratisbona, Osnabrück, Hildesheim, Paderborn, Münster), pel que es convertí un dels prínceps més importants del nord-oest d'Alemanya.
El principat eclesiàstic va ser suprimit entre els segles XVIII i xix: després de 1795 els seus territoris a la riba esquerra del Rin estaven ocupats per França, a la qual van ser annexats en 1801 després de la pau de Lunéville; el Reichsdeputationshauptschluss del 1803 va secularitzar la resta del principat eclesiàstic (27 d'abril de 1803), assignant el Ducat de Westfàlia al Landgrave d'Hesse-Darmstadt.
Fins i tot l'arxidiòcesi, seguint els esdeveniments polítics, va experimentar importants canvis. L'arquebisbe Maximilian d'Habsburg-Lorena, enfrontat a l'avanç de les tropes revolucionàries franceses, va fugir a Viena, on va morir el 1801; després, l'arxidiòcesi va romandre vacant fins al 1824. Els territoris de la riba esquerra del Rin, incloent la ciutat de Colònia, es van convertir en part de la nova diòcesi d'Aquisgrà, mentre que les situades a la riba dreta es van administrar per Vicari Capitular von Kaspers i el bisbe auxiliar Klemens agost Maria von Merle († 1810) .
El 16 de juliol de 1821, amb la butlla De salute animarum, el Papa Pius VII va reorganitzar les circumscripcions eclesiàstiques catòliques al Regne de Prússia. L'arxidiòcesi de Colònia va reduir considerablement el seu antic territori, gran part de la qual va passar a les diòcesis de Münster i Paderborn; les porcions menors van ser cedides a la diòcesi de Lieja (de la qual, tanmateix, va adquirir diverses parròquies), Limburg i de Treviri; ; d'altra banda, l'arxidiòcesi va adquirir gairebé tot el territori de la diòcesi suprimida d'Aquisgrà. Al mateix temps, la nova província eclesiàstica de Colònia incloïa les diòcesis de Trier, Münster i Paderborn.
Tres anys més tard, es va arribar a un acord per a la designació del nou arquebisbe, Ferdinand August von Spiegel, que tenia la missió de reorganitzar l'arxidiòcesi. Moments de tensió amb el govern prussià, luterà, van arribar a la qüestió dels matrimonis mixtos entre catòlics i protestants, que també va veure involucrat el seu successor Clement August Droste zu Vischering, que va ser detingut i empresonat durant un any i mig.
L'arquebisbe Paul Ludolf Melchers va participar en el Concili Vaticà I i va viure els anys difícils del Kulturkampf; va ser arrestat i empresonat durant diversos mesos abans de ser destituït d'autoritat pel govern el 1876; obligat a l'exili a Maastricht, dimití el 1885.
L'arxidiòcesi esdevingué al segle xix el veritable centre cultural i religiós del catolicisme alemany. Les principals organitzacions catòliques alemanyes van tenir els seus orígens a l'arxidiòcesi: la Gesellenverein a Colònia, la Borromäusverein a Düsseldorf o la Missionsverein a Aquisgrà. Hi ha dues institucions teològiques principals de l'arxidiòcesi: la Universitat Catòlica de Bonn, fundada el 1818, i el principal seminari de Bensberg, prop de Colònia, inaugurat el 27 de març de 1929.
Entre els segles XIX i xx, l'arxidiòcesi va experimentar canvis territorials:
- en 1840 li va donar una part del seu territori en benefici del restabliment del vicariat apostòlic de Limburg (avui bisbat de Roermond);
- el 30 de juliol de 1921 va cedir la part del territori després que el Tractat de Versalles de 1919 s'havia convertit en territori belga, a favor de l'erecció de la diòcesi d'Eupen i Malmedy, que contextualment va ser estava unida aeque principaliter la diòcesi de Lieja;
- el 13 d'agost de 1930, en virtut de la butlla Pastoralis officii nostri, es va erigir de nou la diòcesi d'Aquisgrà, a la qual Colònia va cedir tota la part occidental del seu territori, a la frontera amb França; al mateix temps, les diòcesis d'Aquisgrà, Limburg i d'Osnabrück[6] van entrar a formar part de la província eclesiàstica de Colònia, de la qual Paderborn es va separar, en ser elevada al rang de metropolitana;
- Finalment el 23 de febrer de 1957 ha cedir una porció addicional del territori per a la creació de la diòcesi d'Essen, feta sufragània de Colònia.

Sota el concordat amb Prússia de 1929, al capítol de la catedral se li concedeix el privilegi d'elegir els seus arquebisbes de tres candidats proposats per la Santa Seu, a la que segueix a la nominació formal i canònica pel Papa.
La Jornada Mundial de la Joventut 2005 es va celebrar a Colònia del 15 al 21 d'agost, en presència del papa Benet XVI.

## Epicentre de l'escandol dels abusos sexuals
Des d'alguns anys, l'arquebisbat i sobretot l'arquebisbe Rainer Maria Woelki i el seu defunt predecessor Joachim Meisner són al centre d'una polèmica par la pobre manera amb la qual van tractar l'escandol dels abus sexuals amb poc o gaire respecte ni diners per a les víctimes: va gastar més del doble per consellers de comunicació i advocats que no pas per indemnitzar les víctimes. Amb una mitjana de mil-cinc-cents per més, l'any 2021 més de vint mil feligresos es van donar de baixa a la diòcesi. El març de 2022 Woelki va presentar la seva demissió al papa, que encara no l'ha acceptada (maig 2022). L'abril del mateix any Woelki va tornar al mig d'una tempesta per que va reglar un deute de 1,15 milions d'eurs encorreguts a jocs d'aposta encoregut per un capellà.

## Llista de bisbes i arquebisbes

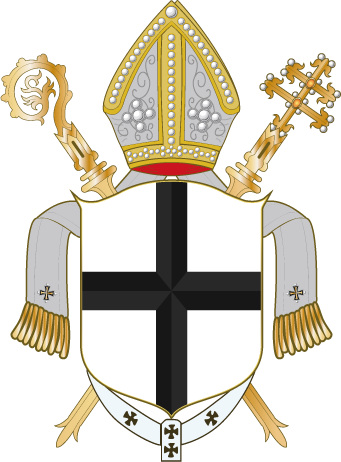
Escut de l'arxidiòcesi

Bisbes de Colònia Agrippina, 88-784
- Matern I (~ 88 - 128
- Paulí
- Marcelí ?
- Aquilí
- Levold ? (~ 248 - 285)
- Matern II (~285- 315)
- Eufrates (~315- 348)
- Severinus (~ 348 - 403)
- Ebergisil I ? c. 403 - 440
- Solati (~440- 470)
- Sunnovaeu (~470- 500)
- Domicià fl. c. 535)
- Charentí fl. c. 570)
- Ebergisil II ? c. 580 - 600 ?
- Remei (~ 600 ? -611 ?
- Solatius (~ 611 ? -622)
- Kunibert (~ 623 - 663)
- Bodatus (~663- 674)
- Esteve de Colònia (674- 680)
- Adelwin (680- 695)
- Giso (695- 708)
- Anno I (708- 710)
- Faramund (710- 713)
- Agilolf (713- 717)
- Reginfried (718 - 747)
- Hidegar (747- 753)
- Bertholm (753- 763)
- Rikulf (763- 784)

Arquebisbes de Colònia, 784-1238
- Hildebold (784- 819)
- Hadbold (819- 842)
- Hildwin (842- 849)
- Günther (850 - 864)
- Wilbert (870 - 889)
- Hermann I (890- 925)
- Wigfried (925- 953)
- Bruno I (953- 965)
- Volkmar (965- 969)
- Gero (969- 976)
- Warin (976- 984)
- Ebergar (984- 999)
- Heribert (999- 1021)
- Pilgrim (1021- 1036)
- Hermann II (1036- 1056)
- Anno II (1056- 1075)
- Hildholf (1076- 1079)
- Sigwin (1079- 1089)
- Herman III (1089- 1099)
- Frederic I (1100 - 1131)
- Bruno II von Berg (1131- 1137)
- Hugo von Sponheim (1137)
- Arnold I (1138 - 1151)
- Arnold II von Wied (1152 - 1156)
- Friedrich II von Berg (1156- 1158)
- Rainald de Dassel (1159 - 1167)
- Felip von Heinsberg (1167- 1191)
- Bruno III von Berg (1191- 1192)
- Adolfo de Altena (1192- 1205)
- Bruno IV von Sayn (1205- 1208) en oposició
- Dietrich I von Hengebach (1208- 1215) en oposició
- Engelbert I von Berg (1216 - 1225)
- Enric I von Mulnarken (1225- 1237)

Arquebisbes-Electors de Colònia, 1238-1803
- Conrad von Hochstaden (1238 - 1261)
- Engelbert II von Falkenstein (1261-1274)
- Sigfrid II von Westerburg (1274-1297)
- Wikbold I von Holte (1297-1304)
- Enric II von Virneburg (1304-1332)
- Walram von Jülich (1332-1349)
- Guillem von Gennep (1349-1362)
- Adolf II von der Marck (1363)
- Engelbert III von der Marck (1364 - 1369)
- Kun von Falkenstein (1370 - 1371)
- Frederic III de Saarwerden (1372 - 1414)
- Dietrich II von Mors (1414-1463)
- Robert del Palatinat (1463-1480)
- Herman IV de Hessen (1480-1508)
- Felip II von Daun-Oberstein (1508-1515)
- Herman V von Wied (1515-1546)
- Adolf III von Schauenburg 1546-1556)
- Antoni von Schauenburg (1556-1558)
- Gebhard I von Mansfeld-Vorderort (1558-1562)
- Frederic IV von Wied (1562-1567)
- Salentin von Isenburg-Grenzau (1567-1577)
- Gebhard II Truchsess von Waldburg (1577-1583)
- Ernest de Baviera (1583-1612)
- Ferran de Baviera (1612-1650)
- Maximilià Enric de Baviera (1650-1688)
- Josep Clement de Baviera (1688-1723)
- Climent August de Baviera (1723-1761)
- Maximilià Federic von Königsegg-Rothenfels (1761-1784)
- Arxiduc Maximilià Francesc d'Àustria (1784-1801)
- Antoni Víctor d'Àustria (1801-1803)

Arquebisbes de l'època Moderna de Colònia des del 1824
- Ferdinand August von Spiegel (1824 - 1835)
- Climent August von Droste-Vischering (1835- 1845)
- Johannes von Geissel (1845 - 1864)
- Paul Melchers (1866 - 1885)
- Philipp Krementz (1885 - 1899)
- Anton Hubert Fischer (1902 - 1912)
- Felix von Hartmann (1912- 1919)
- Karl Joseph Schulte (1920 - 1941)
- Josef Frings (1942 - 1969)
- Joseph Höffner (1969 - 1987)
- Joachim Meisner (1988-2014)
- Rainer Maria Woelki (des del 2014)

## Estadístiques
A finals del 2013, la diòcesi tenia 2.069.152 batejats sobre una població de 5.417.865 persones, equivalent al 38,2% del total.
| any  | població  | població  | població | sacerdots | sacerdots       | sacerdots       | sacerdots             | diaques | religiosos | religiosos | parròquies |
| ---- | --------- | --------- | -------- | --------- | --------------- | --------------- | --------------------- | ------- | ---------- | ---------- | ---------- |
| any  | batejats  | total     | %        | total     | clergat secular | clergat regular | batejats por sacerdot | diaques | homes      | dones      |            |
| 1950 | 2.973.012 | 4.797.231 | 62,0     | 2.442     | 1.929           | 513             | 1.217                 |         | 680        | 9.012      | 707        |
| 1969 | 2.712.000 | 5.075.000 | 53,4     | 2.392     | 1.610           | 782             | 1.133                 | 5       | 1.322      | 6.880      | 801        |
| 1980 | 2.531.845 | 5.050.601 | 50,1     | 2.095     | 1.397           | 698             | 1.208                 | 106     | 979        | 4.643      | 796        |
| 1990 | 2.465.000 | 5.000.000 | 49,3     | 1.781     | 1.186           | 595             | 1.384                 | 204     | 913        | 3.066      | 815        |
| 1999 | 2.320.000 | 5.300.000 | 43,8     | 1.487     | 1.063           | 424             | 1.560                 | 292     | 575        | 2.561      | 806        |
| 2000 | 2.301.000 | 5.325.000 | 43,2     | 1.464     | 1.040           | 424             | 1.571                 | 286     | 576        | 2.465      | 802        |
| 2001 | 2.280.000 | 5.300.000 | 43,0     | 1.365     | 992             | 373             | 1.670                 | 290     | 507        | 2.305      | 797        |
| 2002 | 2.250.000 | 5.300.000 | 42,5     | 1.377     | 986             | 391             | 1.633                 | 295     | 547        | 2.266      | 790        |
| 2003 | 2.232.000 | 5.320.000 | 42,0     | 1.366     | 977             | 389             | 1.633                 | 289     | 550        | 2.088      | 780        |
| 2004 | 2.220.000 | 5.400.000 | 41,1     | 1.340     | 943             | 397             | 1.656                 | 289     | 561        | 2.046      | 767        |
| 2006 | 2.191.905 | 5.360.000 | 40,9     | 1.288     | 906             | 382             | 1.701                 | 295     | 525        | 1.931      | 743        |
| 2013 | 2.069.152 | 5.417.865 | 38,2     | 1.033     | 837             | 196             | 2.003                 | 309     | 294        | 1.541      | 546        |

## Galeria d'imatges

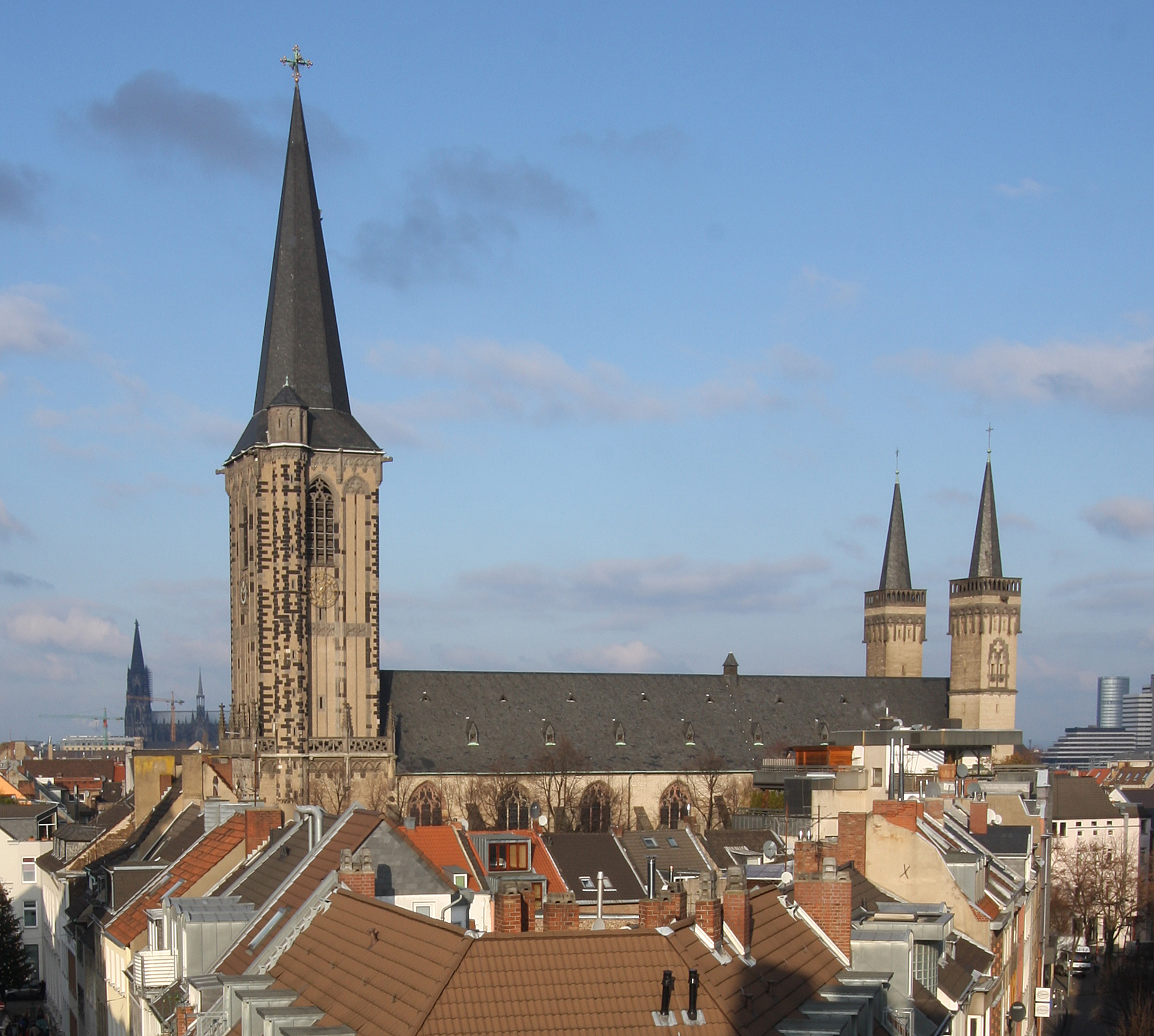
La basílica dd San Severí a Colònia (segle x)
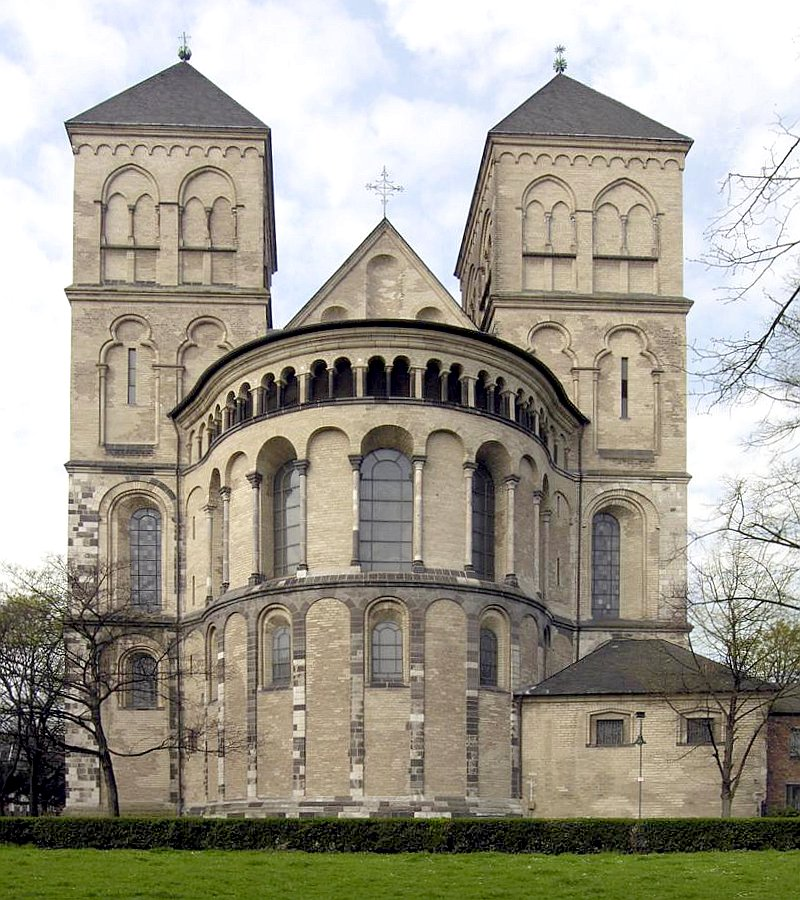
L'àbsis de la col·legiata de Sant Cunibert a Colònia (segle xiii)
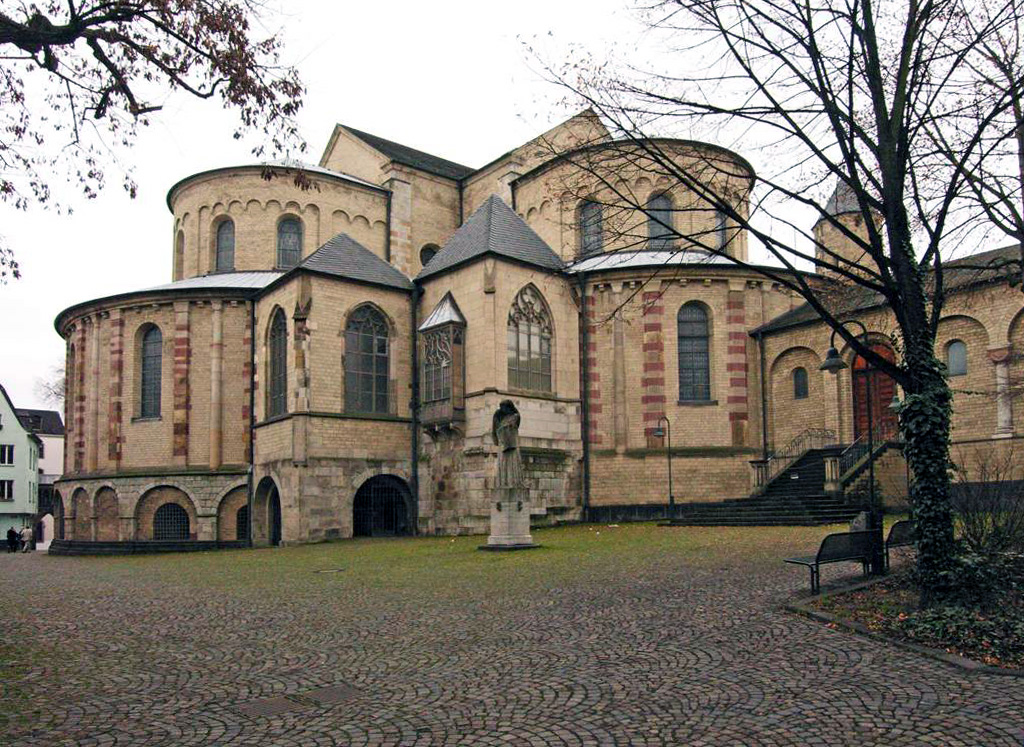
La Basílica de Santa Maria in Campidoglio a Colònia (segle vii)
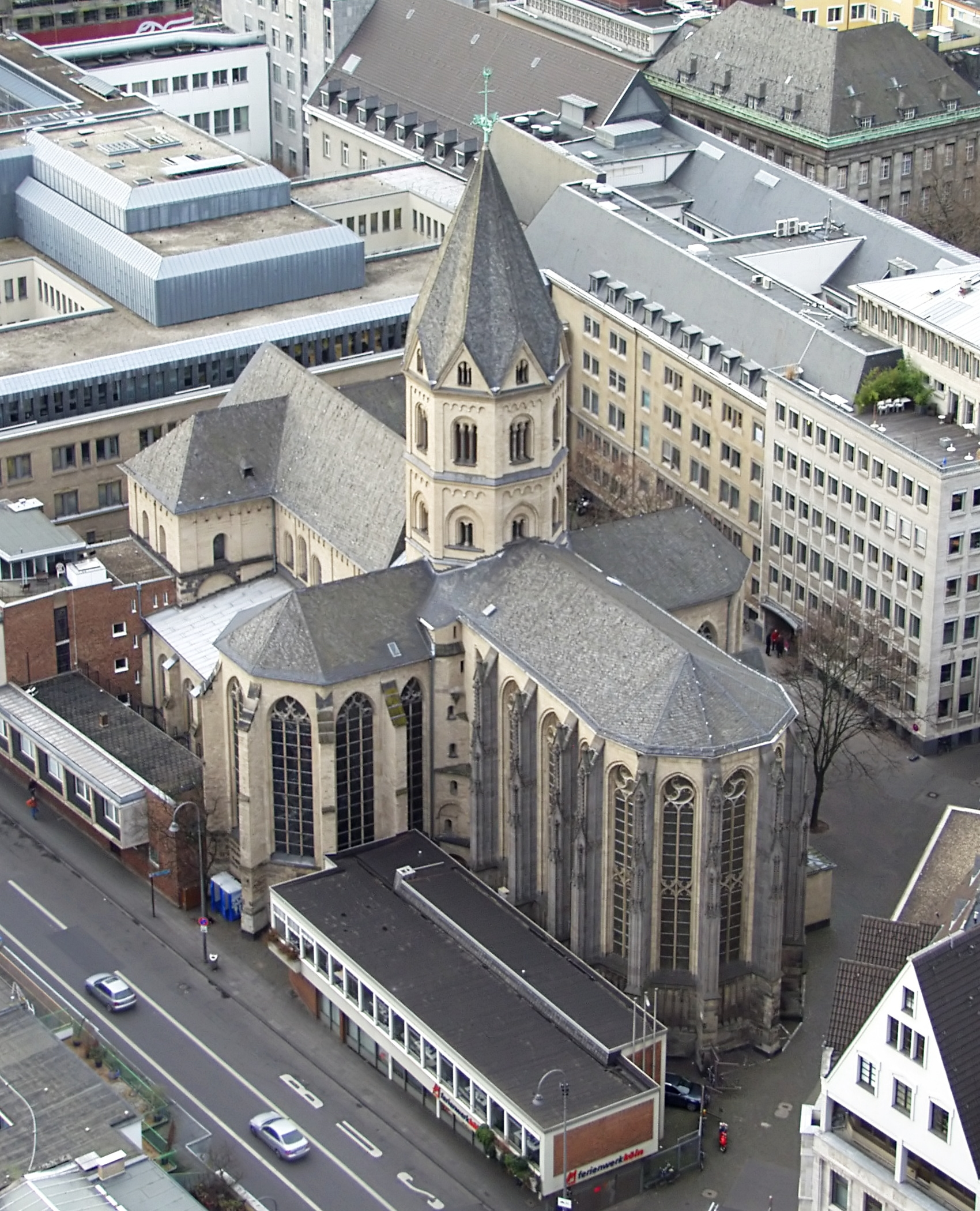
La basílica de Sant Andreu a Colònia (segle ix)
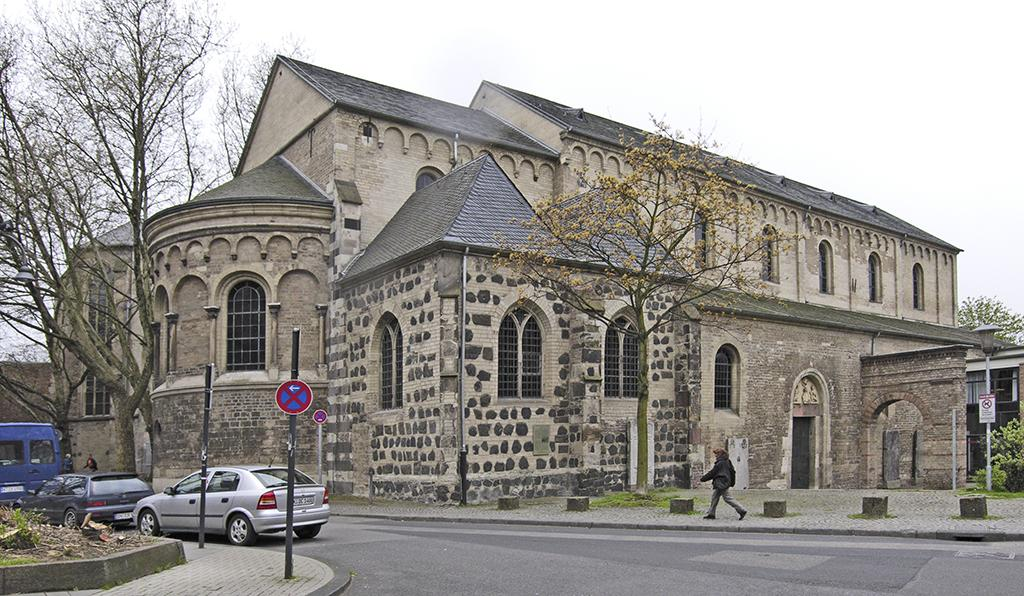
La basílica de Santa Cecília a Colònia (segle ix)
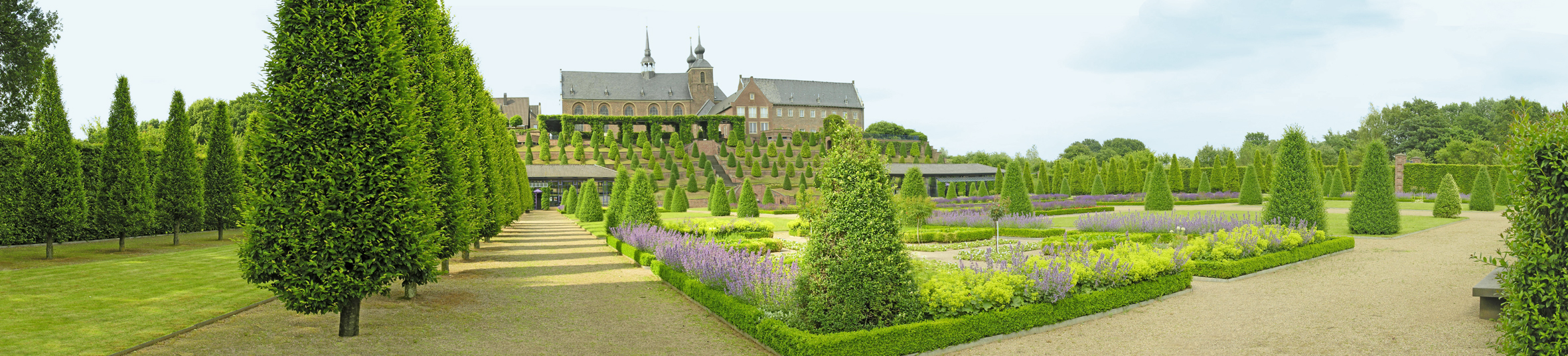
L'abadia cistercenca dd Kamp (1122)
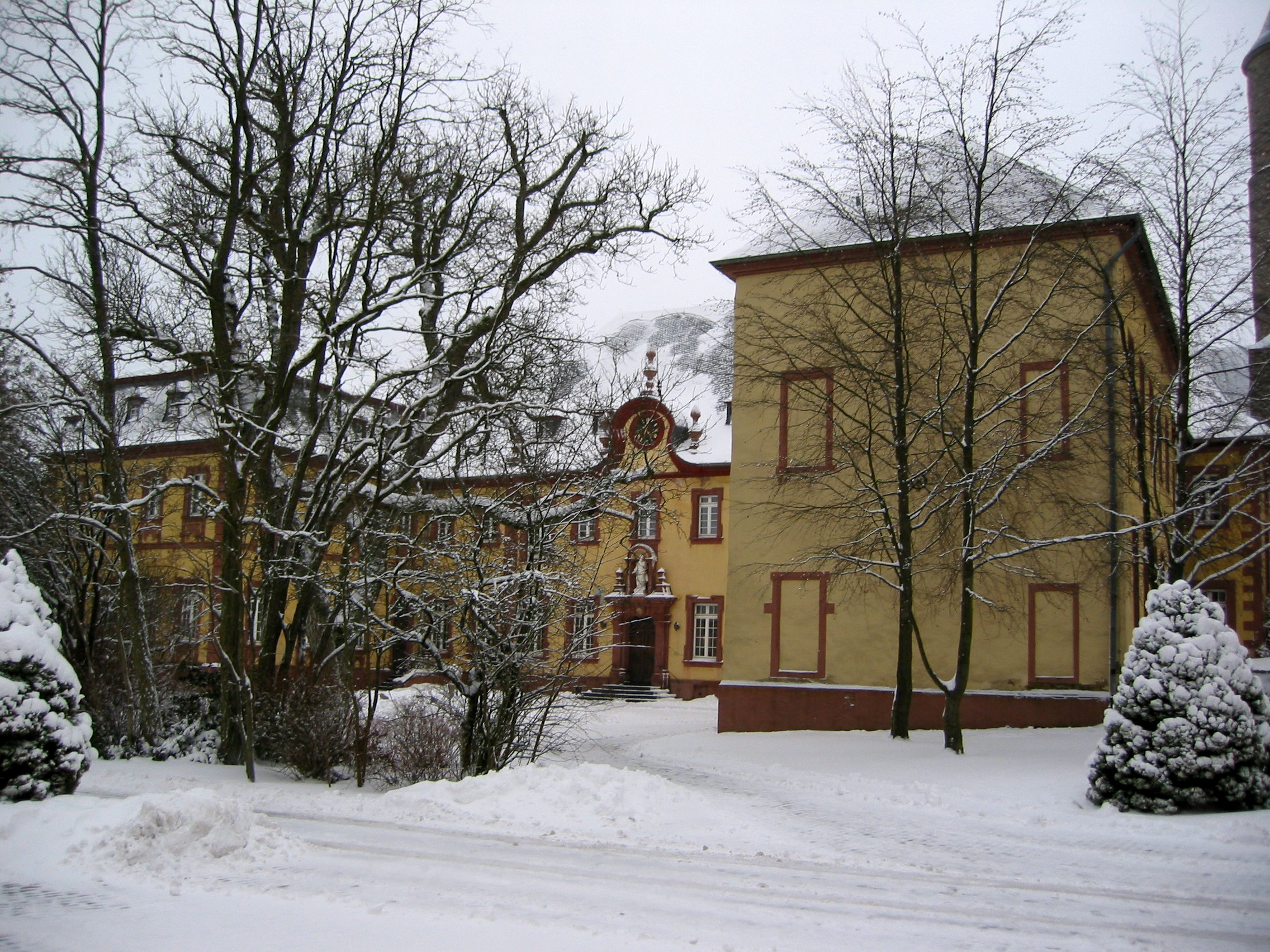
L'abadia premostratenca de Steinfeld (segle x)
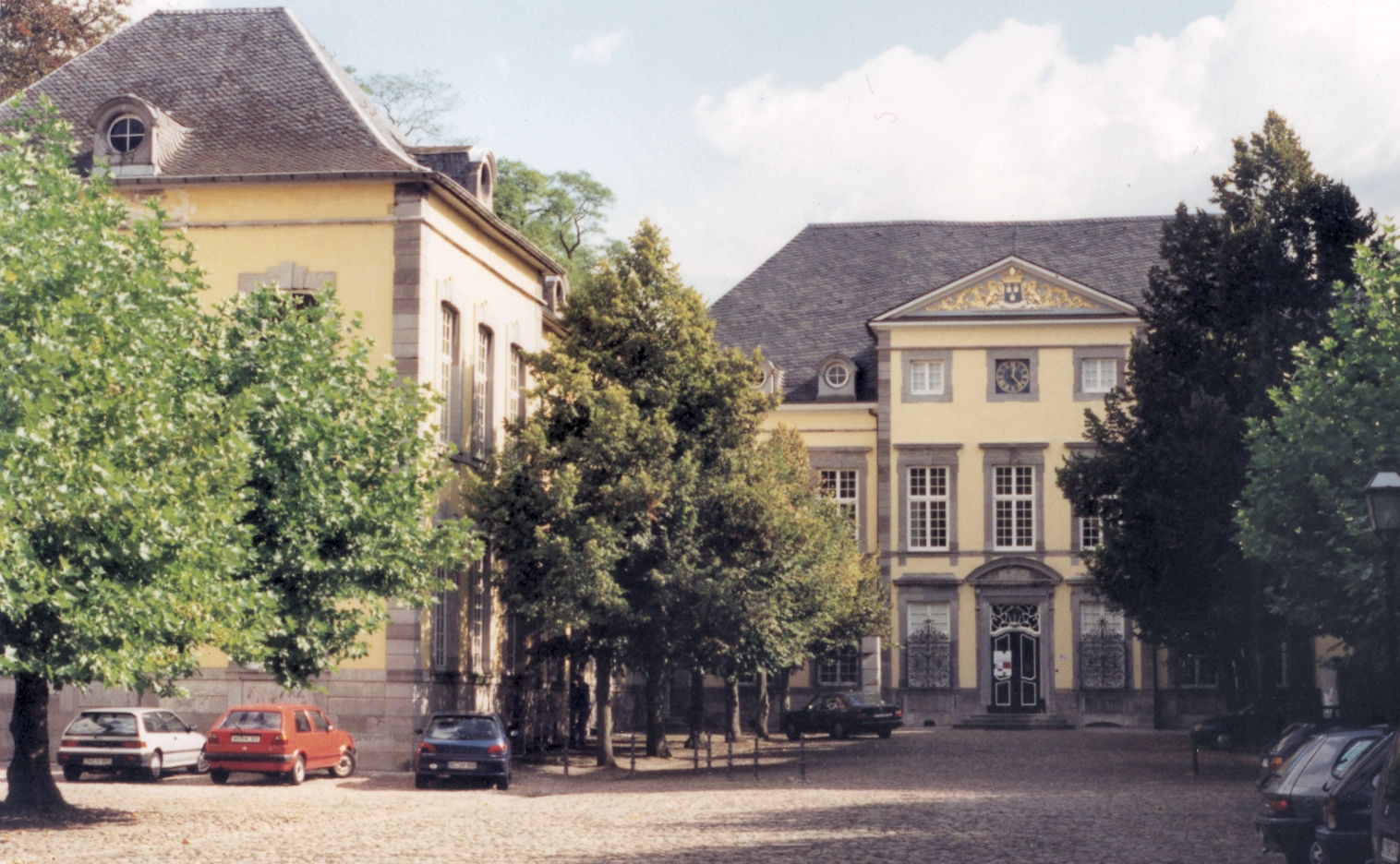
L'abadia de Kornelimünster